# Pierre Miehe-Renard
Pierre August Miehe-Renard (født 29. marts 1945 i København) er en dansk skuespiller.
Pierre Miehe-Renard begyndte at stå på scenen allerede som 2-årig på Aalborg Teater sammen med sine forældre, Louis Miehe-Renard og Caja Heimann. Han begyndte som barneskuespiller på Solby Scenen. Blev uddannet skuespiller fra Fiolteatret. I årene 1999-2001, 2009 og 2010 instruerede han vikingespillet i Frederikssund.
Han er far til August Chr. Miehe-Renard og tv-værtinden Camilla Miehe-Renard, og er gift med Elsebeth Miehe-Renard, født Farbo.

## Filmografi
- Det støver stadig (1962)
- Piger i trøjen (1975)
- Piger til søs (1977)
- Krystalbarnet (1996)
- Skat - det er din tur (1997)

### Tv-serier
- Taxa (1997-1999)
- Hotellet (2000-2002)

## Ekstern kilde/henvisning
- Pierre Miehe-Renard på Internet Movie Database (engelsk)
- Pierre Miehe-Renard på Filmdatabasen
- Pierre Miehe-Renard på danskefilm.dk
- Pierre Miehe-Renard på danskfilmogtv.dk
- Pierre Miehe-Renard på The Movie Database (engelsk)